# Renate Günthert
Renate Günthert (* als Renate Frick am 8. September 1935 in Berlin; † 12. Mai 2011 in München-Bogenhausen) war eine deutsche Modedesignerin und Unternehmerin.

## Familie
Renate Günthert war die Tochter von Wilhelm Frick, dem Reichsminister des Innern von 1933 bis 1943, und seiner zweiten Frau Margarete, die zuvor mit dem Architekten und Reichstagsabgeordneten Paul Schultze-Naumburg verheiratet war. Sie hatte einen Bruder, Dieter Frick (1937–2007).

## Leben
Sie wuchs in Berlin und Prag auf. Nach einer Lehre als Schneiderin in Frankfurt am Main und Paris lernte sie in einer Münchner Zeichenschule ihren Mann Peter Günthert kennen. Sie war als Direktrice tätig.
Sie übernahm mit ihrem Mann Peter Günthert das 1916 gegründete Miederwarengeschäft von seinen Eltern. Beide bauten dieses zum Modelabel Rena Lange aus. Für die Saison 1958/59 wurde die erste Haute-Couture-Kollektion präsentiert, 1982 folgte die erste Prêt-à-porter-Kollektion. 2001 übergaben Peter und Renate Günthert die Firmenleitung an den gemeinsamen Sohn Daniel.
Das Unternehmen Rena Lange wurde 2015 liquidiert, nachdem im Insolvenzverfahren kein Käufer gefunden werden konnte.